# Роман, Пётр Иванович
Пётр Иванович Роман (1918 год — дата и место смерти не известны) — передовик производства, электросварщик строительства ТЭЦ Карагандинского металлургического завода, Казахская ССР. Герой Социалистического Труда (1958).

## Биография
Трудовую деятельность начал в 1940 году на Киевской ТЭЦ. С 1942 по 1944 года участвовал в строительстве Карагандинской ГРЭС и с 1944 по 1949 год — на строительстве Балхашской ТЭЦ.
С 1949 по 1978 года — электросварщик ТЭЦ Карагандинского металлургического завода. Применял в своей работе рационализаторские методы, в результате чего значительно увеличилась производительность труда. В 1978 году удостоен звания Героя Социалистического Труда.
В 1978 году вышел на пенсию.
Проживал в городе Темиртау, последнее время — в городе Джамбул (с 1997 года — Тараз) Джамбулской (Жамбылской) области Казахстана.
Награды
- Герой Социалистического Труда — указом Президиума Верховного Совета СССР от 9 августа 1958 года
- Орден Ленина